# Schlingnatter
Die Schlingnatter (Coronella austriaca), auch Glattnatter genannt, ist eine zur Familie der Nattern (Colubridae) gehörende, recht kleine und unscheinbare Schlangenart, die in weiten Teilen Europas und im westlichen Asien vorkommt. Für den Menschen ist diese ungiftige Schlange völlig harmlos – nicht selten wird sie allerdings mit der Kreuzotter verwechselt. Beide Arten stehen in vielen Ländern unter Naturschutz und dürfen weder verfolgt noch gefangen werden. Die Schlingnatter war Reptil des Jahres 2013 in Deutschland.

## Etymologie
Der Name „Schlingnatter“ geht auf das Verhalten zurück, dass größere Beutetiere umschlungen und erstickt werden, bevor sie gefressen werden. An die glatte, ungekielte Beschuppung erinnert die Bezeichnung „Glattnatter“. Seltener findet der Name „Haselnatter“ Verwendung, dieser wurde möglicherweise durch die braune Farbe der Rückenfleckung inspiriert. Daneben gibt es weitere regionale oder veraltete Trivialnamen, unter anderem „Kupferschlange“, „Österreichische Natter“, „Braune Herzschlange“ und „Fleckennatter“. Der heute gültige wissenschaftliche Name Coronella austriaca wurde aus der mitunter herz- oder kronenförmigen Hinterkopfzeichnung (Lat. coronella = Krönchen) sowie der Herkunft der zuerst von Laurenti beschriebenen Exemplare (Lat. austriaca = österreichisch) abgeleitet.

## Merkmale

### Körperbau

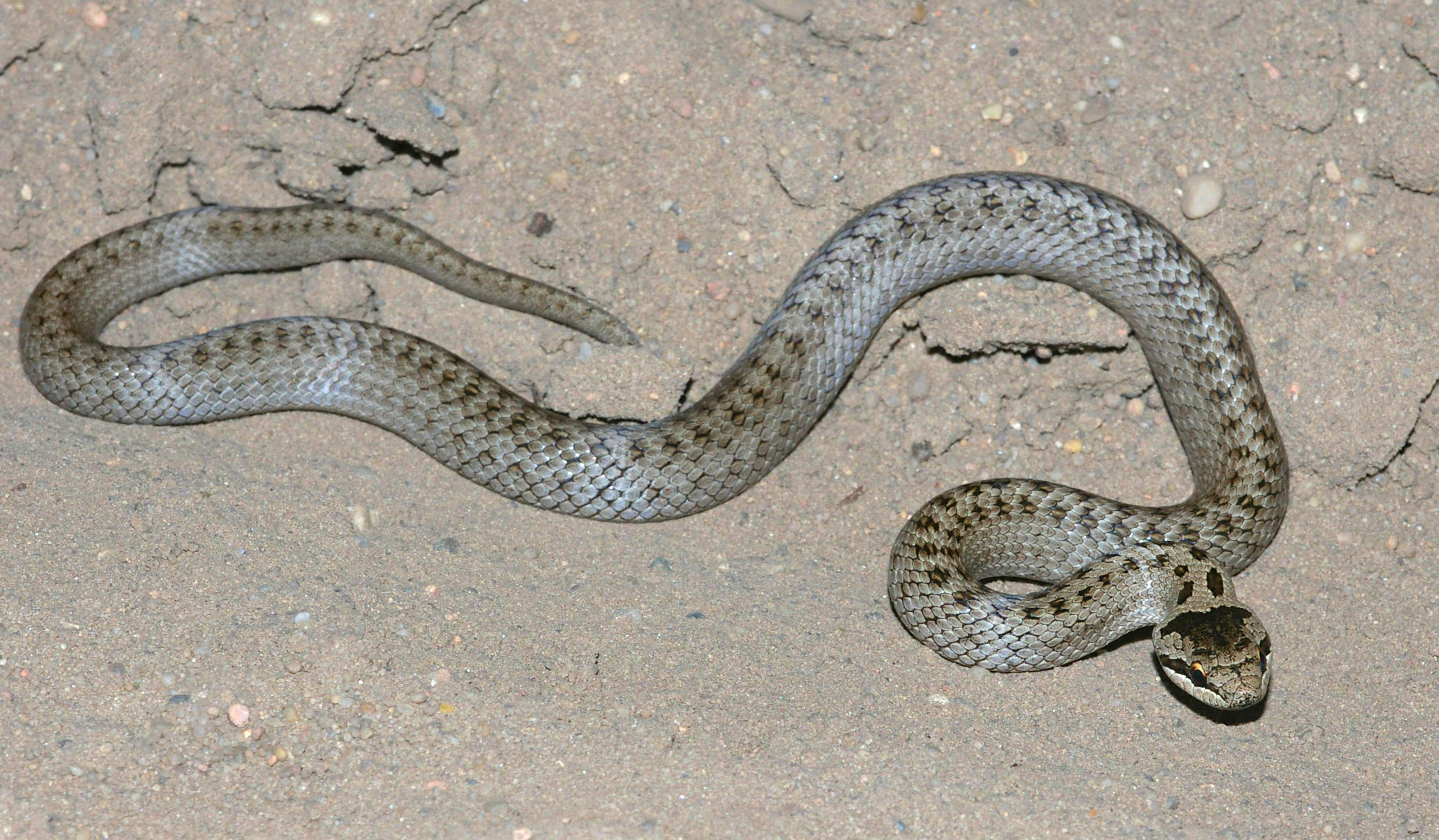
Halbwüchsige (etwa einjährige) Schlingnatter auf einem Sandweg in norddeutscher Heidelandschaft; das Tier ist weniger als fingerdick

Schlingnattern sind zierliche, schlanke Schlangen; sie erreichen eine Körperlänge von 60 bis 75, gelegentlich 80 Zentimeter (in Einzelfällen wurden Exemplare von rund 90 cm Gesamtlänge beobachtet). Ein Größenunterschied zwischen den Geschlechtern ist nicht signifikant. Der Schwanz macht 12 bis 25 Prozent der Gesamtlänge aus. Er verjüngt sich gleichmäßig und endet spitz. Das Körpergewicht durchschnittlicher Tiere liegt bei 50 bis 80 Gramm, selten werden Gewichte über 100 Gramm genannt. Höhere Gewichte erreichen große trächtige Weibchen. Der Körper ist walzenförmig (im Querschnitt rundlich), wobei der vordere und der hintere Abschnitt geringere Durchmesser haben als die Mitte. Der Übergang vom schmaleren Hals zum breiteren Kopf ist fließend. Der Oberkopf ist abgeflacht, Seiten und Spitze der Schnauze sind rundlich. Die Augen sind relativ klein mit runder Pupille (ein wichtiges Unterscheidungsmerkmal zur Kreuzotter); die Iris ist bräunlich. Zwischen Auge und Nasenloch verläuft eine Längsfurche. Im Oberkiefer befinden sich 12 bis 16 Zähne, die schlundwärts etwas an Länge zunehmen, während die gleiche Anzahl Unterkieferzähne alle ähnlich lang sind.
Hinsichtlich der Kopf- und Körperbeschuppung (vergleiche: Schlangenbeschuppung) sind folgende Eigenschaften zu nennen: Es bestehen jederseits sieben Oberlippenschilde (Supralabialia) und acht bis neun Unterlippenschilde (Sublabialia). Der Schnauzenschild (Rostrale) ist groß und reicht bis zwischen die Nasenlöcher. Er schiebt sich dabei – im Gegensatz zur Girondischen Glattnatter – keilförmig zwischen die Internasalia, wodurch diese eine Schmetterlingsform erhalten. Die Nasenlöcher sitzen mittig in den Nasalen. Die größten Schilde des Oberkopfes sind die beiden länglichen Parietalia. Die Körperschuppen sind glatt ohne Kiel. Direkt hinter dem Kopf sind sie eher rundlich und klein, schwanzwärts werden sie länglich und enden zugespitzt. Am Schwanz weisen sie eine fünf- bis sechseckige Form auf, an den Körperseiten sind sie breiter als auf dem Rücken. In der Körpermitte bestehen die Querreihen aus jeweils 19 Schuppen. Bauchschienen sind zwischen 150 und 190 vorhanden, Schwanzschildpaare zwischen 40 und 70. Der Analschild ist meist geteilt.

### Färbung und Zeichnung

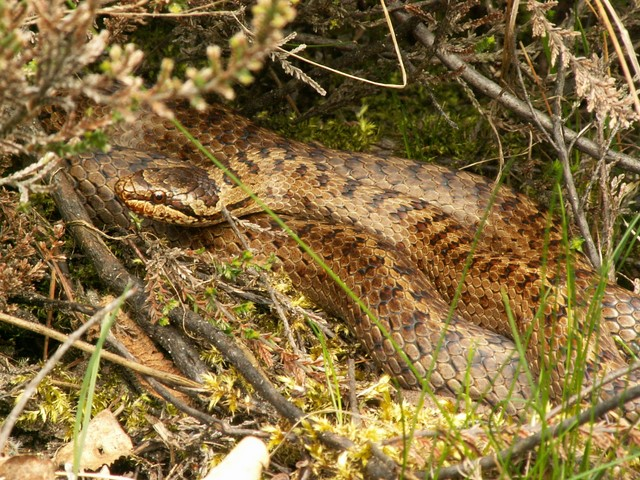
In den Niederlanden fotografierte erwachsene Schlingnatter mit Querstreifung in der Rückenzeichnung (angesichts der Braunfärbung wahrscheinlich ein Männchen)

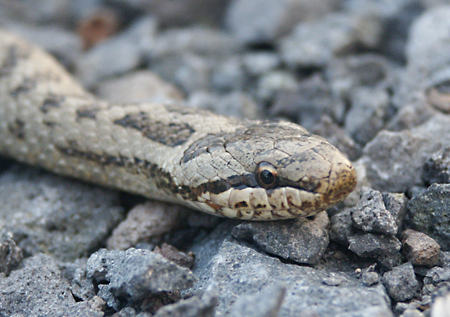
Kopfbereich einer Schlingnatter; zu den typischen Merkmalen zählen u. a. die runden Pupillen

Die Grundfärbung der Oberseite ist grau, graubraun, bräunlich oder rötlich-braun. Bei Männchen dominieren braune bis rötliche Farbtöne, während die Weibchen oft eher grau sind. Jedoch ist die Färbung kein völlig eindeutiges Unterscheidungsmerkmal für die Geschlechter (hierzu kann nur das Ausstülpen der Hemipenes der Männchen dienen). An den Kopfseiten befindet sich je ein charakteristischer dunkelbrauner Streifen, der vom Nasenloch über das Auge bis zum Mundwinkel verläuft. Häufig setzt er sich auch noch bis auf die Seite des Halses fort, von wo er in kleine Einzelflecke übergeht. Auf der Kopfoberseite fällt ein herz- bzw. hufeisenförmiger dunkler Fleck auf (das „Krönchen“), der sich häufig in zwei Längsstreifen auf dem Rücken fortsetzt, um sich schließlich meistens in zwei (selten vier) Fleckenreihen aufzulösen. Schwanzwärts werden diese Flecken immer undeutlicher. Gelegentlich können die Flecken auch zu Querstreifen verschmelzen. Bei aller Variabilität des dorsalen Fleckenmusters weist die Schlingnatter aber kein Zickzackband auf, wie es Kreuzottern haben. Jedoch kann durch Bewegungen der Schlange ein solcher Eindruck entstehen.
Die Bauchseite ist nie wie bei der Ringelnatter gelblich-weiß, sondern es herrschen auch hier verschiedene Braun- und Grautöne vor – oft mit einer lebhaften dunklen Sprenkelung versehen. Die Schwanzunterseite kann gelegentlich schwarz sein. Kopfunterseite und Oberkieferrand sind hell und mit feinen schwärzlichen Punkten und Strichen übersät. Jungtiere haben zunächst sehr oft eine einfarbig ziegelrote Unterseite. Sie zeichnen sich ferner durch eine dunklere, kontrastreichere Fleckenzeichnung auf dem Rücken sowie durch eine mattschwarze Kopfoberseite aus.

## Verbreitung

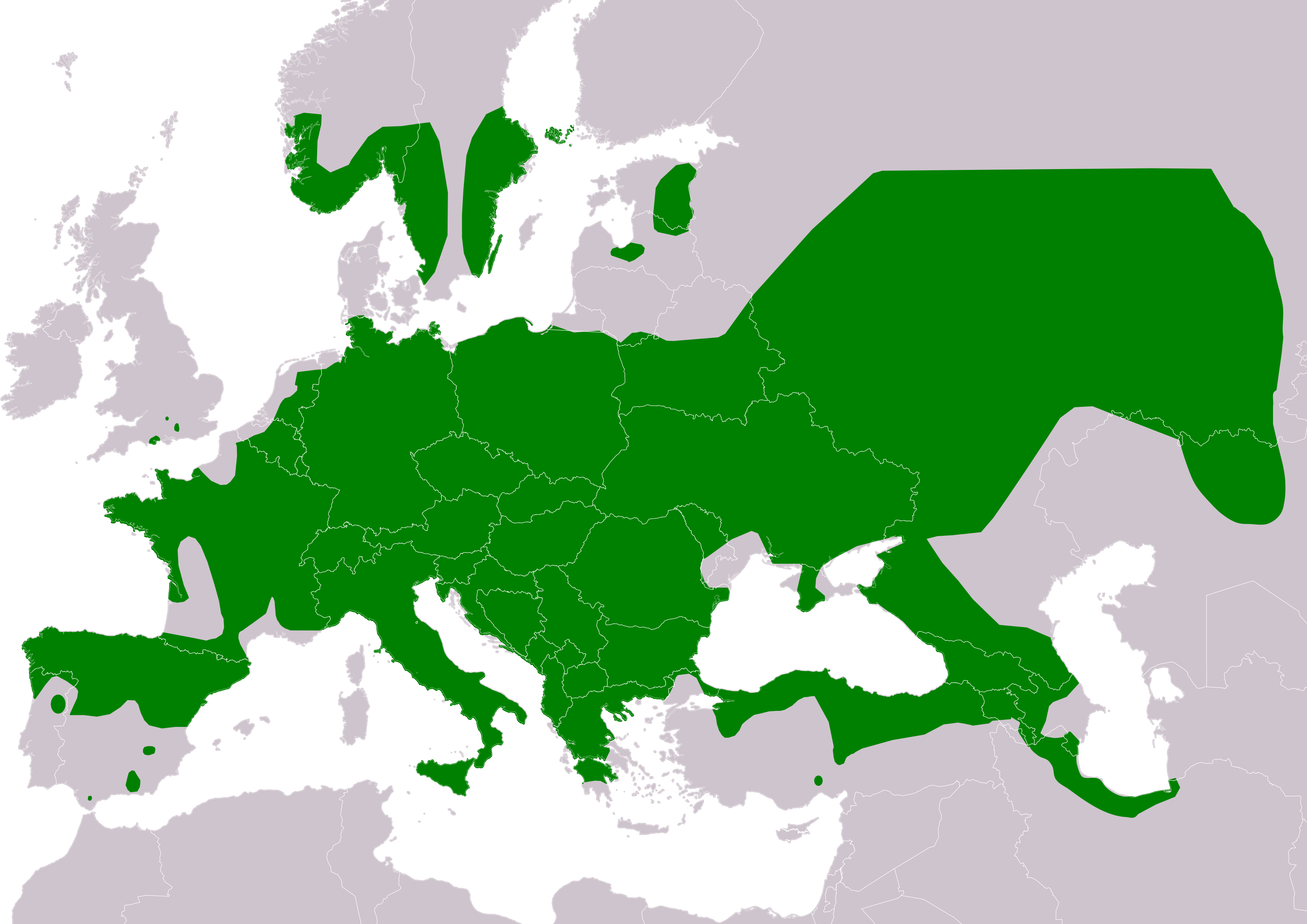
Verbreitungsgebiet der Schlingnatter, zusammengestellt von IUCN CI 2017

Die Schlingnatter ist in Europa weit verbreitet und erreicht auch Teile Westasiens. Sie kommt vom Norden der Iberischen Halbinsel über den Süden Englands, West-, Mittel- und Osteuropa ostwärts bis weit in Russland und am Nordwestrand Kasachstans vor. Im Süden werden neben Nord-Portugal und Spanien auch Italien (einschließlich Sizilien), die gesamte Balkanhalbinsel, der Nordteil Anatoliens, Kaukasien und der Nordwestzipfel des Iran besiedelt. Die nördlichsten Vorkommen befinden sich neben dem europäischen Teil Russlands in Südnorwegen, Süd- und Mittelschweden (einschließlich der Inseln Öland und Gotland) sowie auf den finnischen Åland-Inseln. Das skandinavische Verbreitungsgebiet ist heute vom Rest des Areals isoliert, nachdem die Art in Dänemark ausgestorben ist. Die vertikale Verbreitung reicht von Meereshöhe bis auf 2200 Meter im bulgarischen Rila-Gebirge bzw. 3000 Meter im Kaukasus.
In der Schweiz, in Österreich und Deutschland ist die Schlingnatter ebenfalls weit verbreitet, aber nicht flächendeckend vertreten. In der Schweiz gilt die Art als die Schlange mit dem größten Verbreitungsgebiet, wobei aber die Fundpunktdichte lokal sehr stark variiert und zudem in den letzten Jahrzehnten erhebliche Bestandsrückgänge zu konstatieren waren (vgl. Abschnitt „Gefährdung und Schutz“). Der höchstgelegene Nachweis in den Zentralalpen liegt auf 2100 Metern. Im Hochgebirge werden nur die Südflanken der Berge besiedelt; im Mittelland sind es vor allem die Canyons, Talböden und Hänge am Rand der Molasseberge und der Hügelgebiete. Für Österreich stellt sich die Situation wohl ähnlich dar; hier liegen Höhenangaben bis maximal 1800 Meter vor.
In Deutschland liegt der Verbreitungsschwerpunkt der Schlingnatter in wärmebegünstigten Mittelgebirgsregionen Südwest-, Süd- und Südostdeutschlands (oft zugleich Weinanbaugebiete), während sich das Areal nach Norden hin immer mehr in disjunkte Teilgebiete auflöst und die Populationsstärken abnehmen. In weiten Bereichen Schleswig-Holsteins und Mecklenburg-Vorpommern fehlt die Art gänzlich (Ausnahmen sind isolierte Vorposten an der Ostseeküste zwischen Rostock und dem Darß, auf Hiddensee und Rügen sowie in der Ueckermünder Heide). Ansonsten werden im Norddeutschen Tiefland vor allem die Heide- und Sandgebiete Brandenburgs, Teile des vor allem mittelniedersächsischen Geest- und Moor-Tieflands sowie der Westfälischen Bucht besiedelt. Ein mehr oder weniger geschlossenes Areal findet sich in den Mittelgebirgslagen West- und Südwestdeutschlands. Im Rhein-Main-Gebiet handelt es sich um die häufigste Schlangenart. Des Weiteren kommt die Art regelmäßiger unter anderem im Fränkischen Jura und angrenzenden Muschelkalkgebieten, im Thüringer Becken, im Dresdner Elbtal und in der Oberlausitz vor. In Baden-Württemberg ist die Schlingnatter mit Ausnahme des Alpenvorlands weit verbreitet. Im Schwarzwald werden Höhen bis 1110 m ü. NN bewohnt (Belchen), auf der Schwäbischen Alb bis rund 800 m und im Bayerischen Wald bis 850 m (sonst sind es in den Mittelgebirgen Deutschlands selten über 650 m). In den Berchtesgadener Alpen werden auch hochmontane Lagen von 1300 Metern erreicht. Im Alpenvorland weisen vor allem die großen Flusstäler Vorkommen auf, während ansonsten größere Verbreitungslücken bestehen.

## Unterarten
Derzeit werden drei Unterarten der Schlingnatter unterschieden. Neben der Nominatform, die den größten Teil des Areals einnimmt, sind dies Coronella austriaca acutirostris in Nord-Portugal und Spanien sowie Coronella austriaca fitzeringi in Süditalien und Sizilien. Der Unterartstatus der letztgenannten wird von manchen Autoren allerdings angezweifelt.

## Lebensräume
Die Schlingnatter ist eine xerothermophile (trockenheits- und wärmeliebende) Tierart, die je nach Region ein recht breites Spektrum von Biotoptypen besiedelt. Während etwa in Norddeutschland, den Niederlanden und Südengland Sandheiden, Magerrasen sowie trockene Hochmoor- und Waldränder wichtige Lebensräume darstellen, sind es in den mitteleuropäischen Mittelgebirgen vor allem wärmebegünstigte Hanglagen mit Mager- und Trockenrasen, Geröllhalden, Trockenmauern und aufgegebenem Rebgelände (Weinberge). In höheren Mittelgebirgslagen, in Ostbayern oder auch in Südschweden bilden besonnte Waldränder in Nachbarschaft von extensiv bewirtschafteten Wiesen, Gebüschsäume, Hecken, Waldschläge, Felsheiden, halbverbuschte Magerrasen und Böschungen das Biotopspektrum der Schlingnatter. Im Alpenraum wird eine Vielzahl von offenen bis halboffenen Lebensräumen in wärmebegünstigten Lagen besiedelt. Dazu kommen überall anthropogene Sonderstandorte wie Bahndämme und Steinbrüche. Gelegentlich finden sich Schlingnattern auch an naturnah strukturierten Siedlungsrändern von Dörfern und Städten.
Allen Lebensräumen gemein ist ein mosaikartiger, kleinräumiger Wechsel aus offenen, niedrigbewachsenen und teils gehölzdominierten Standorten und eine hohe Kleinstruktur- und Unterschlupfdichte. Im gleichen Habitat kommen meist auch viele Eidechsen (insbesondere Zauneidechsen, regional auch Waldeidechsen oder Mauereidechsen) und Blindschleichen vor. Gelegentlich tritt zudem die Kreuzotter syntop auf.

## Lebensweise

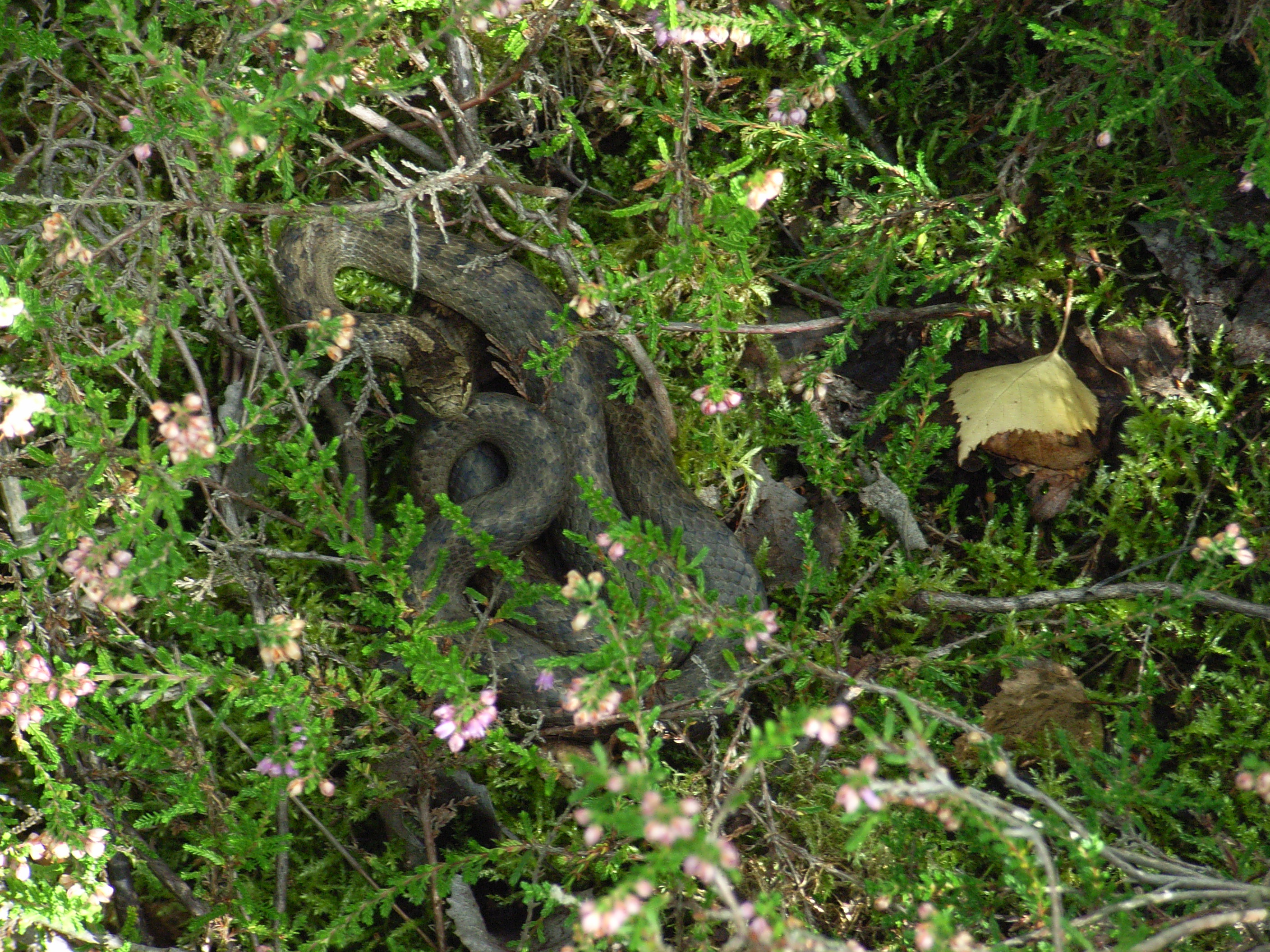
Die Schlingnatter vertraut auf ihre gute Tarnung und flüchtet nicht sofort

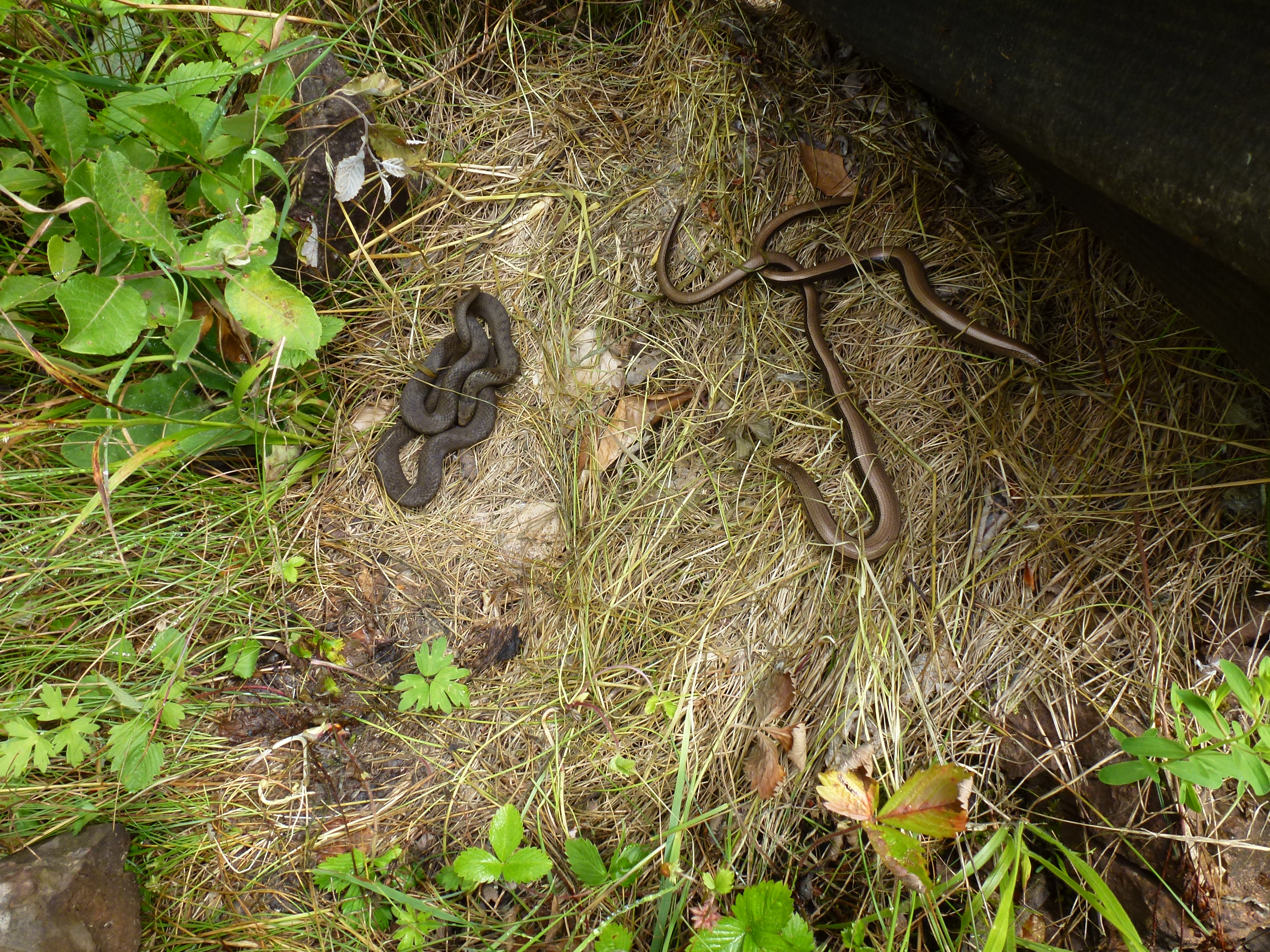
Eine Schlingnatter und zwei Blindschleichen unter Schlangenbrett zum Nachweis für Schlangen und Eidechsen

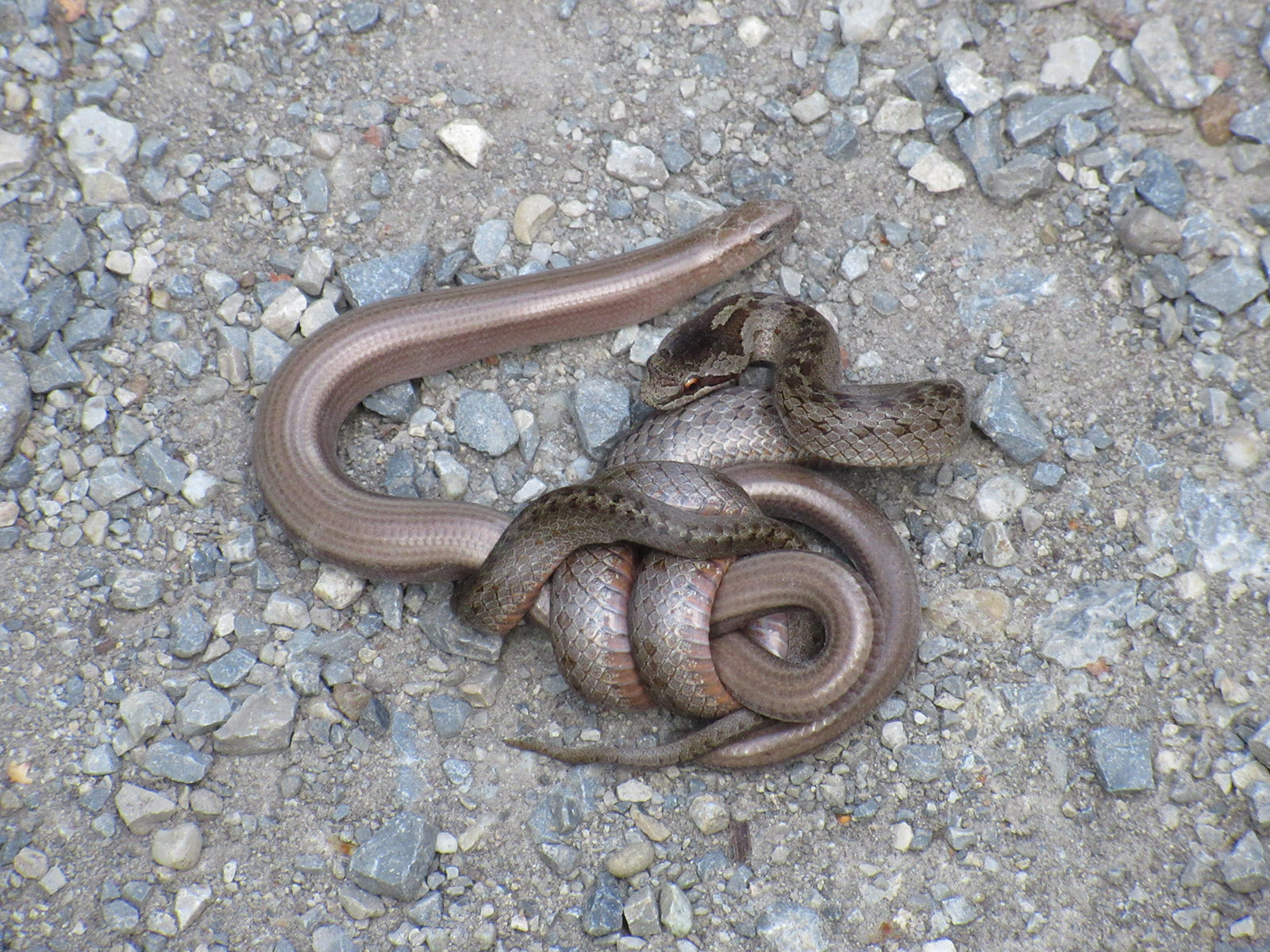
Eine Schlingnatter würgt eine Blindschleiche

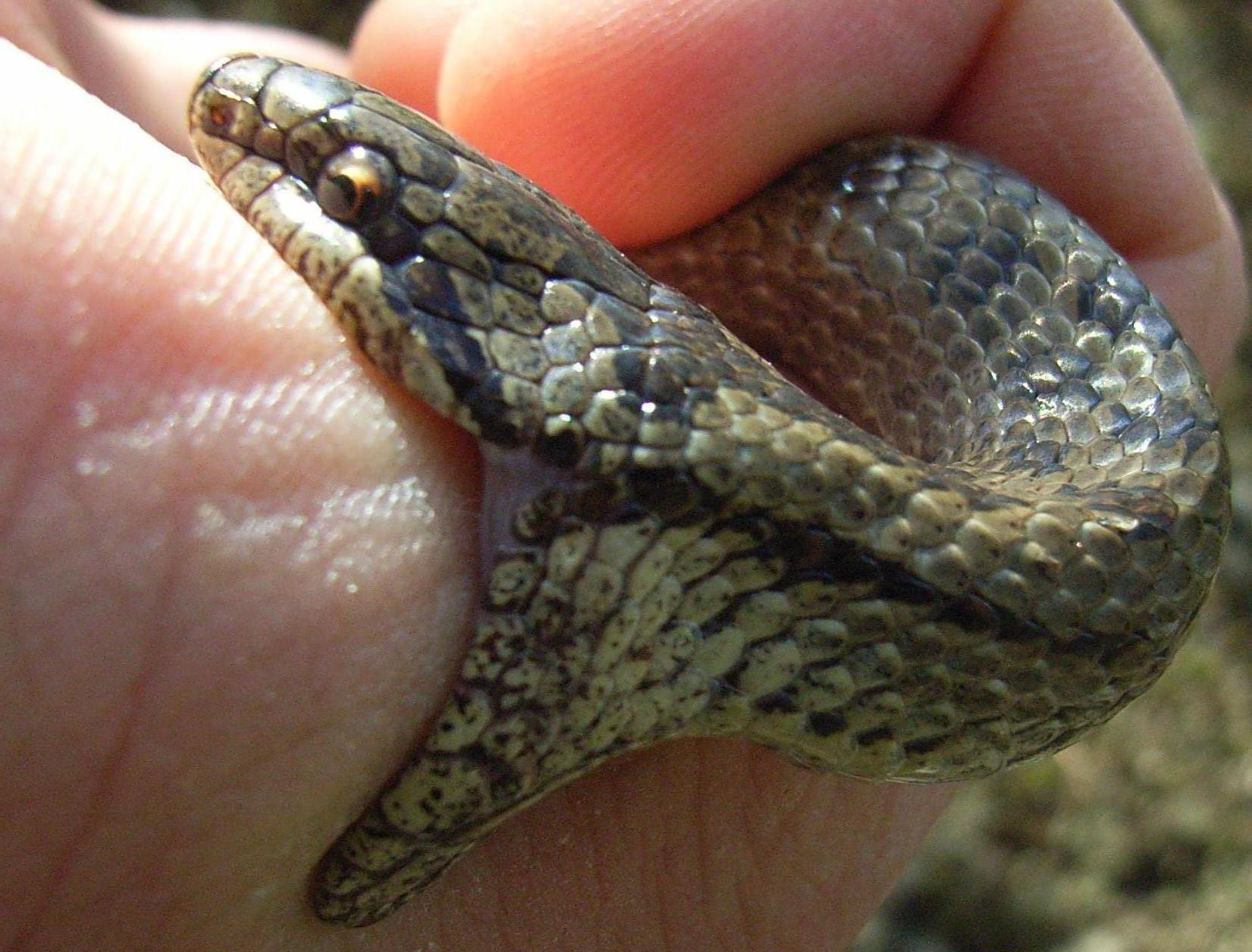
Ergreift man sie (was in Deutschland gesetzlich verboten ist), beißt die Schlingnatter zur Abwehr meist nach kurzer Zeit zu

In Mitteleuropa können Schlingnattern regelmäßig etwa zwischen April und Oktober beobachtet werden, gelegentlich auch früher und später. Die Winterstarre verbringen sie in Kleinsäuger-Erdhöhlen, Hohlräumen zwischen Steinen und ähnlichen frostsicheren Örtlichkeiten. Spätestens im Mai ist meistens ein erstes Aktivitätsmaximum zu verzeichnen; in dieser Phase kommt es zu den meisten Paarungen und zur ersten Häutung. Tageszeitlich sind die Schlangen je nach äußeren Temperaturen am Morgen bzw. Vormittag und am Abend (Sommer, Hitze) oder um Mittag (Frühjahr, Herbst) aktiv, um sich zwecks Thermoregulation der Sonnenstrahlung auszusetzen. Nachts, bei großer Hitze oder kühlem, regnerischem Wetter ziehen sie sich an ihre Ruheplätze zurück. Ein Individuum kann ein mehrere Hektar großes Revier haben, innerhalb dessen es größere jahreszeitliche „Wanderungen“ (Ortswechsel) vornimmt. Andererseits wird die Art als ausgesprochen ortstreu charakterisiert.
Schlingnattern verharren oft regungslos und vertrauen darauf, dass sie die unscheinbare Färbung und das Fleckenmuster optisch mit der Umgebung verschmelzen lässt. Fühlen sie sich ohne Fluchtmöglichkeit in die Enge getrieben und bedroht, ringeln sie sich tellerförmig zusammen und heben den Vorderkörper S-förmig an. Zischlaute geben sie dabei nur selten von sich. In fortgesetzter Bedrängnis versuchen sie auch sehr oft, den Angreifer zu beißen. In dem Fall lässt die Schlange nicht sofort wieder los, sondern führt mitunter kauende Bewegungen durch. Beim Menschen hinterlassen die kleinen Zähnchen aber nicht mehr als ein paar Kratzer. Gelegentlich schnellen die Tiere blitzschnell vor, ohne ihr Maul zu öffnen – bei solchen Scheinangriffen kommt es also nicht zu einem wirklichen Biss. Schließlich kann, wie bei allen Nattern, aus den Analdrüsen ein scharf riechendes Sekret abgesondert werden.
Zu ihren Fressfeinden gehören Iltis, Steinmarder, Igel und diverse Greifvögel, den Jungtieren stellen auch Rabenvögel nach. Sie selbst erbeuten in erster Linie Eidechsen und deren Eier bzw. Jungtiere sowie Blindschleichen, daneben auch Jungschlangen (inklusive solche der eigenen Art, besonders bei hohen Bestandsdichten), nestjunge und erwachsene Spitzmäuse, Wühlmäuse und Langschwanzmäuse. Unregelmäßig können ferner Knoblauchkröten, große Insekten, nestjunge Vögel und Vogeleier sowie Regenwürmer zum Nahrungsspektrum gehören. Größere Beute wird visuell geortet, verfolgt, mit den Kiefern gepackt und vor dem Verschlingen erwürgt. Dazu windet sich die Schlange mit ihrem Körper eng um das Opfer.

## Fortpflanzung und Individualentwicklung
Zur Paarungszeit im späten Frühjahr verhalten sich die Männchen gegenüber Artgenossen sehr aggressiv und beißfreudig. Bei regelrechten Ringkämpfen mit anderen Männchen kann es zu ernsthaften Verletzungen kommen. Auch das Weibchen wird während der Paarung manchmal in den Nacken oder Hals gebissen und dabei umschlungen. Zuvor gibt es ein ritualisiertes Vorspiel mit Züngeln, Kopfnicken und Bekriechen des Weibchens. Die Dauer der Kopula reicht von 20 Minuten bis zu mehreren Stunden.

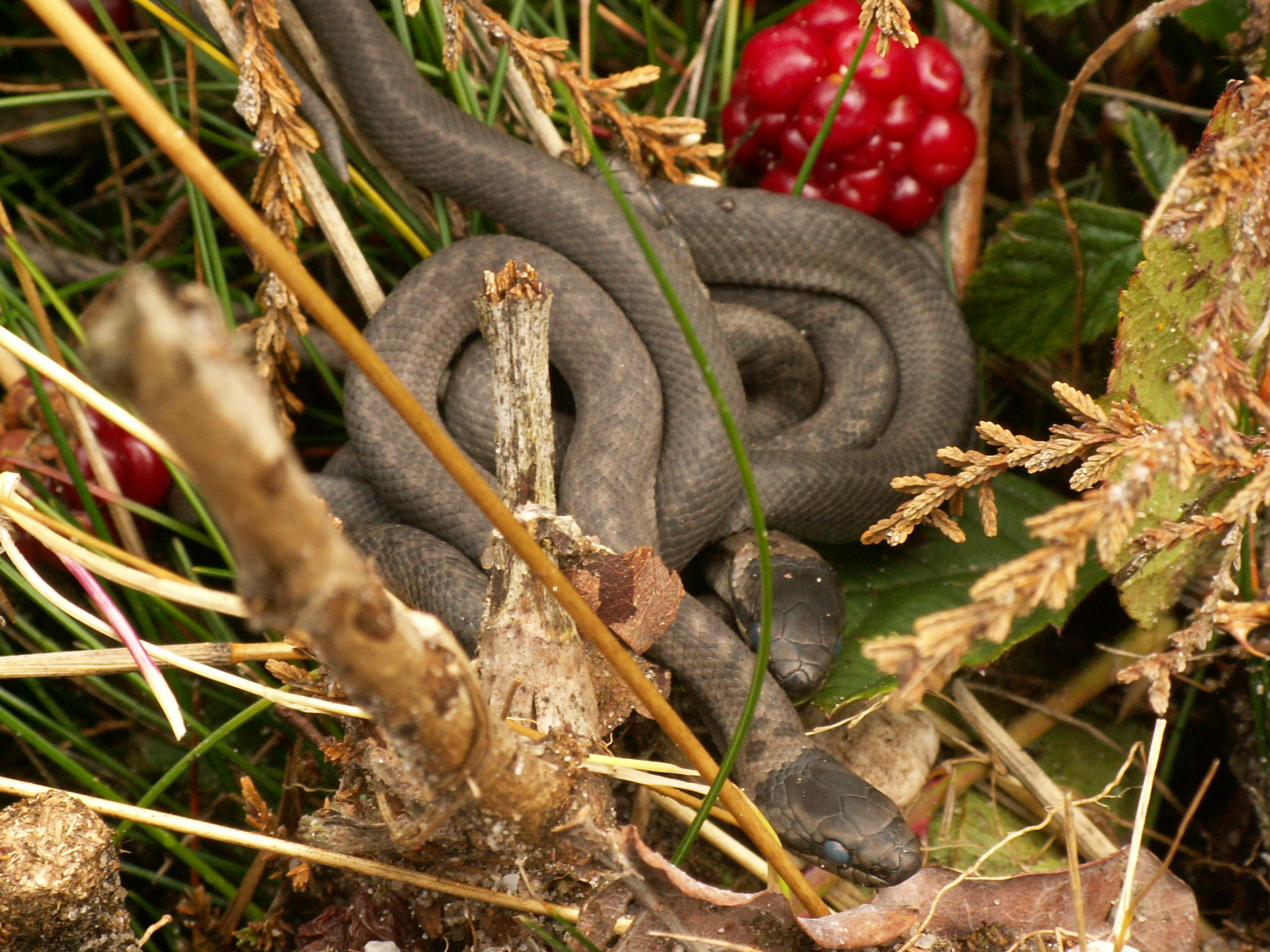
Unlängst geborene Jungtiere; die trüben Augen zeigen an, dass eine baldige Häutung bevorsteht

Die Tragzeit dauert durchschnittlich vier bis fünf Monate, so dass in Mitteleuropa meistens zwischen Mitte August und Ende September die Jungen geboren werden. Anders als etwa die Ringelnatter legt die Schlingnatter keine Eier, sondern ist lebendgebärend. Genauer gesagt befinden sich die Jungtiere bei der Geburt noch in einer dünnen Eihülle, die sie anschließend durch Körperwindungen sofort durchstoßen (sogenannte Ovoviviparie). Jedes Weibchen gebiert zwischen drei und 15 Junge, je nach Größe der Mutter. Die meisten Weibchen legen im Folgejahr eine Fortpflanzungspause ein, manchmal treten aber auch jährliche oder dreijährige Intervalle auf.
Die Jungen sind bei der Geburt zwischen 12 und 21 Zentimetern lang. Kurze Zeit später kommt es zur ersten Häutung und sie gehen auf Nahrungssuche. Innerhalb des zweiten Lebensjahres verdoppeln sie etwa ihre Anfangslänge, um im dritten Jahr eine Größe von 30 bis 40 cm zu erreichen. Im dritten oder vierten Lebensjahr erfolgt bei einer Länge von 40 bis 50 cm die Geschlechtsreife. Danach geht das Körperwachstum verlangsamt weiter. Innerhalb eines Jahres kommt es bei adulten Tieren zu ungefähr zwei bis sechs Häutungen. Als individuelles Höchstalter für Schlingnattern werden etwa 20 Jahre angenommen.

## Gefährdung und Schutz
Die Schlingnatter steht in vielen Ländern streng unter Naturschutz und darf weder gefangen noch gar getötet werden. Dennoch kommt es immer noch vor, dass dieses für den Menschen absolut harmlose Tier erschlagen wird – als vermeintlich gefährliche Giftschlange oder aus einem unterschwelligen Schlangenhass. Zwar werden viele Reptilien, selbst die Blindschleiche, aus Unkenntnis für „bedrohlich“ gehalten, aber bei der Schlingnatter ist eine Verwechslungsmöglichkeit mit der Kreuzotter besonders groß (wobei diese ebenfalls unter Schutz steht und nicht mehr verfolgt werden darf).
Zur Bestandsentwicklung finden sich jedoch widersprüchliche Angaben. Naturschutzverbände sprechen meist von Gefährdung durch Vernichtung natürlicher Lebensräume, die Landesanstalt für Umwelt in Baden-Württemberg erkennt keine Arealeinbußen und verweist auf die ungenügende Datenlage. Die vermutete Hauptgefährdung geht dabei allerdings von Lebensraumzerstörungen aus.
Gesetzlicher Schutzstatus (Auswahl)
- FFH-Richtlinie: Anhang IV (streng zu schützende Art)
- Bundesnaturschutzgesetz (BNatSchG): streng geschützt

Nationale Rote Liste-Einstufungen (Auswahl)
- Rote Liste Bundesrepublik Deutschland: 3 – gefährdet
- Rote Liste Österreichs: VU (gefährdet)
- Rote Liste der Schweiz: VU (gefährdet)